# Kishonti István
Kishonti István (Budapest, 1955. október 4. –) okleveles villamosmérnök, mérnöktanár, felnőttoktatási szakértő, közoktatásvezető, szakmai szakértő.
A Budapesti Műszaki Egyetemen végzett tanulmányai befejezése óta hangtechnikai,  elektronikus média, és pedagógiai területen dolgozik. Első munkahelye a Magyar Rádió volt, ahol 1980-tól 1992-ig dolgozott, gyakorlatilag az összes hangtechnikai munkaterületen. Utolsó munkaköre és feladata a műszaki igazgatóság műszaki menedzser feladatainak ellátása,  elnöki tanácsadó testületi tagság és a Magyar Rádió PR csoportjának irányítása voltak.  1992 végén megalapította az eurOpus Bt. Hangtechnikai Központot. A cég 2001-ben átalakult eurOpus Kft Hangtechnikai Központtá.
1992-től az HBO Hungary hang- és videótechnikai osztályvezetőjeként dolgozott, 1994-től pedig az oktOpus Hangtechnikai Iskola (kezdetben régi nevén mint magániskola) vezetője.1995-től 2016-ig és 2021-től 2022-ig az oktOpus Multimédia Intézet, Alternatív Médiaművészeti Szakgimnázium igazgatója volt.

## Élete
Apai ágon pedagógus családból származik. Apai nagyapja Haluska István Hanván (ma Hanava, Szlovákia) volt kántortanító. A Felvidék Csehszlovákiához csatolása után indított reszlovakizáció idején magyarnak vallotta magát, és ezért nevet is változtatott, majd már (id.) Kishonti István néven Magyarországra szökött. Évekkel később családegyesítéssel anyósa Koncz Zsuzsanna, felesége Németh Katalin, és két gyermeke Katalin és István is Rákospalotára költözött. Mindkét gyermeke tanár lett. Katalin Miskolcon, István fia Sárospatakon tanult, utóbbi az ELTE matematika-fizika szakán szerzett diplomát. Az egyetemen volt évfolyamtársa Meszár Emília, aki később felesége, és két gyermeke István (1955) és Emília (1959) édesanyja lett. Édesapja az Ybl Miklós Építőipari Főiskolán volt a matematika tanszék vezetője, később főigazgató helyettesként ment nyugdíjba. Édesanyja gyakorlóvezető tanár volt a Veres Pálné Gimnáziumban, később az Országos Pedagógiai Intézet középiskolai fizika szakfelügyelője lett, és a ELTE Tanárképző Főiskolai Kar tanáraként ment nyugdíjba.
Anyai ágon nagyszülei Meszár János Gyuláról, Lux Emma Dobsináról, buléner közösségből származnak. 
Háromszor nősült, gyermekei Zsófia (1982), István (1985), Máté (1987), Balázs (1999). Jelenleg házasságban él, feleségével Zavari Juliannával együtt vezették az általa létrehozott alapítványi oktOpus Multimédia Intézetet, amíg az oktatáspolitikai rendszer átalakítása után az iskola 2019-ben kénytelen volt fenntartót váltani, majd az új fenntartó az iskolát tagintézménnyé tette, és 28 év után az addigra már nemzetközi hírűvé vált intézményt előbb Kishonti István, két évvel később Zavari Juliánna is kényszerült elhagyni.

## Tanulmányok és szakképesítés
- Budapesti Műszaki Egyetem Gazdaság- és Társadalomtudományi Kar, Alkalmazott Pedagógia és Pszichológia Intézet, Műszaki Pedagógia Tanszék 2017 - 2018, mérnöktanár
- Kaposvári Egyetem, 2014 - 2015 közoktatási vezető
- Budapesti Műszaki Egyetem Gazdaság- és Társadalomtudományi Kar, Alkalmazott Pedagógia és Pszichológia Intézet, Műszaki Pedagógia Tanszék 2008 - 2011 felnőttoktatási szakértő
- Budapesti Műszaki Egyetem Villamosmérnöki Kar, Műsorközlő Ágazat 1975 - 1980 okleveles villamosmérnök
- Állami Zeneiskola Budapest IX., magánének 1975 - 1978
- Állami Zeneiskola Budapest VI., hegedű 1961 - 1976

## Érdeklődési terület
Hangfelvétel-technika, hangfelvétel-készítés, elektronikus kommunikáció, információátvitel, hangfrekvenciás átviteltechnika, akusztika, rádió műsorsugárzás. Stúdiók, színházak, hangosító rendszerek akusztikai, elektroakusztikai tervezése, rádiók rendszertervezése és műsortechnológiai tervezése. Oktatási, pedagógiai területen a szakképzésben szakmai szakértő, szakmaalapító, szakkönyvszerző, pedagógus.

## Szakmai eredmények
1. 2017 - Szakképzési tananyag fejlesztése a Magyar Tudományos Akadémia és a Budapesti Műszaki és Gazdaságtudományi Egyetem Tanárképző Központja  Open Content Development kutatócsoport 4 éves kutatási projekt keretében.
2. 2015 - 2016 A Hang- film és színháztechnika ágazat szakmai érettségi követelményrendszerének kidolgozása, a 2016-os OKJ szakmai és vizsgakövetelményének kidolgozása, a szakmai kerettanterv kidolgozása.
3. 2013 - 2014. A TÁMOP 2.2.1-12/1-2012-0001 „a szakképzés és a felnőttképzés minőségének és tartalmának fejlesztése” című kiemelt projekt 3. „kerettantervek kidolgozása” alprojekt keretében „Módszertani útmutató a szakközépiskolai kerettantervek közös szakmai tartalmának alkalmazásához” kidolgozása a VI. Hang-, film és színháztechnika ágazathoz.
4. 2011 - 2013. A 2012-től érvényes OKJ Hangmester (valamint Hangosító rész-szakképesítés és Filmhangtervező, Stúdióvezető, Hangosítórendszer tervező technikus, Hangtárvezető, ráépülés) szakképesítésekhez tartozó szakmai és vizsgakövetelmények kidolgozás. A VI. Hang-, film és színháztechnika ágazat kerettantervének kidolgozása.
5. 2010. Részvétel a TÁMOP 2.2.1. „A szakképzés és felnőttképzés minőségének és tartalmának fejlesztése” projektben.
6. 2009. „Hangtechnikai Alapismeretek I. – Fizikai, műszaki alapok" című tankönyv megírása.
7. 2008. A Magyar Televízió nagyfelbontású digitális műsorsugárzásra való átállásának hangtechnikai és oktatási szakértői tevékenysége.
8. 2007 - 2008. A 2008-tól érvényes OKJ Hangtechnikus szakképesítésekhez tartozó szakmai és vizsgakövetelmények átdolgozása a szakmai követelmények magasabb szintjére.
9. 2006 - 2007. A 2008-tól érvényes OKJ Hangtechnikus (valamint Hangmester rész-szakképesítés és Filmhangtervező, Hangművész stúdiómenedzser, Hangrestaurációs technikus, Hangtárvezető, Produkciós hangmenedzser, Rádiós, televíziós hangmenedzser ráépülés) szakképesítésekhez tartozó szakmai és vizsgakövetelmények kidolgozása.
10. 2003 - 2006. Új térhangzású felvételtechnikai rendszer és mikrofonrendszer kidolgozása.
11. 2002 - 2004. Az elektronikus kommunikátor képzés koncepciójának kidolgozása.
12. 2003 - 2004. A Millenniumi Városközpont Művészetek Palotája miniszteri biztos mellett elektroakusztikai szakértői tevékenység.
13. 1994 - 2004. Az HBO számára 4 stúdió+technikai helyiség, elektroakusztikai rendszer tervezése és építése.
14. 2003. Az augusztus 19-én a budapesti Hősök terén megtartott Örömkoncert (4000 fős kórus, 250 fős szimfonikus zenekar) elektroakusztikai szakértése, a nemzetközi TV hang, az eseményről kiadott CD és a videóanyag 5.1 hangjának készítése.
15. 2002 - 2003. A MÁV Szombathely állomás rekonstrukciójában a teljes elektroakusztikai rendszer tervezése és kivitelezése.
16. 2002 - 2003. A Miniszterelnöki hivatal Sajtóterem rekonstrukciójában a teljes elektroakusztikai rendszer tervezése és kivitelezése.
17. 2001 - 2002. A MÁV Nyíregyháza állomás rekonstrukciójában a teljes elektroakusztikai rendszer tervezése és kivitelezése.
18. 1995 - 2001. 7 különféle nagyságú székesegyház, kápolna hangosító rendszerének tervezése, kivitelezése.
19. 1999 - 2001. A Budapesti Operettszínház rekonstrukciójában a teljes elektroakusztikai rendszer tervezése.
20. 1999 - 2001. A Parlament Alsó és Felsőházi termének rekonstrukciójában az elektroakusztikai rendszer hangosító rendszerének tervezése, kivitelezése, akusztikai szakértői tevékenység.
21. 1997 - 1999. A Madách Színház rekonstrukciójában a teljes elektroakusztikai rendszer tervezése. Az új rendszer egyes elemeinek szabadalmaztatása.
22. 1995 - 1997. Fokozott hangminőségi (beszédérthetőségi) követelményeket is kielégítő beszédhangosító hangdobozok kifejlesztése erősen zengő terek számára.
23. 1994. - az oktOpus Hangtechnikai Iskola indítása,  a Hangkultúra Alapítvány létrehozása, és ennek keretében létrejött az alapítványi fenntartású oktOpus Kép- és Hangtechnikai Szakiskola, majd oktOpus Multimédia Intézet Hangtechnikai, Képtechnikai és Multimédia Szakközépiskola, végül az oktOpus Multimédia Intézet Alternatív Médiaművészeti Szakgimnázium.
24. 1992 – 1995. Az OPAKFI Akusztikai Szakosztályának elnökeként kezdeményezte a hangtechnikai munkakörökben dolgozók szakmájának egységes szakmásítását alap-, közép- és felsőfokon, kidolgozta a szakmai és vizsgáztatási követelményrendszert a középfokú képzésre, majd 1996-ban a felsőfokú képzés szakmai és vizsgáztatási követelményrendszerét készítette el. 1998-ban elkészítette a középfokú képzés központi programját.
25. 1991 - 1993. A Magyar Rádió műszaki menedzsereként: háromoldalú vizsgálatok szervezése és megállapodás előkészítése a MATÁV, az Antenna Hungaria, és a Magyar Rádió között a három fél kezelésében levő kábeles és mikrohullámú modulációs vonalak minőségének ellenőrzése és folyamatos fejlesztése terén; a távközlési törvény és a média törvény törvénykezési folyamatában, valamint a kapcsolódó műszaki szabványok előkészítésében való részvétel; a Magyar Rádió PR (Public Relation) csoportjának megszervezése, és egy egyéves kampány előkészítése a Magyar Rádió felkészítésére az elektronikus sajtóban létrejövő piaci versenyben. A Magyar Rádió Elnöki Tanácsadó Testületének tagja.
26. 1988 - 1997. Rádióállomások szervezeti, rendszertechnikai, akusztikai, elektroakusztikai tervezése, szaktanácsadás (Rádió 68.18 FM, Rádió INTERROKS, Adventista Rádió, ROMA Rádió, RADIOEXPRESS, RADEMIS, Rádió Paks, Rádió Jam, Rádió Szekszárd, START Rádió, Jonatán Rádió, Európa Rádió, Danubius Rádió pályázati projekt).
27. 1986 - 1987. Hangtechnikai tanfolyam szervezése és tartása az OPAKFI keretében.
28. 1984 - 1991. Hangjáték és zenei hangfelvételek magas minőségi követelményeket kielégítő sztereó és kvadrofon felvételi eljárásának továbbfejlesztése digitális és analóg csatornán (technikai alapozás, felvételi filozófia, akusztikai követelmények rendszere, az előadók és a felvételi módszerek egymásra hatása).
29. 1984 - 1988. Átfogó tanulmány átviteli csatornák beszédérthetőségének vizsgálatára (összefoglalása az 1989-es IX. Budapesti Nemzetközi Akusztikai Kollokviumon hangzott el).

## Oktatási gyakorlat
- Hangtechnikai kurzus a Budapesti Műszaki Egyetem Schönherz Kollégiumában villamosmérnök hallgatóknak (1994 - 1998);
- a Magyar Iparszövetség Oktatási Központja 3 éven át óraadó a szakmásított, alapfokú, hangosító képzés tanfolyamain;
- az oktOpus Multimédia Intézet nappali és esti tagozaton.
- Debreceni Egyetem meghívott előadó: A hangok világnézete címen.
- Vienna Konservatorium Budapest - óraadó - Akusztika.
- Kodolányi János Egyetem - tanár (Megjegyzés: Soha nem volt a Kodolányin tanár, innen egyszerűen kirúgták!)

## Kiadványok és publikációk
- Szóbeli publikációk: Magyar Rádióban több ismeretterjesztő, illetve szakmai jellegű műsorban elhangzott jegyzetek, kritikák, szakmai sorozatok.
- Rendszeres publikáció: a SZTEREÓ Magazin szerkesztőbizottságának tagjaként.
- Szakcikkek: SKY Magazin, Zenész Magazin.
- Cikkek, nyilatkozatok: Magyar Rádió, Rádióújság, HVG, Budapest Weekly, Népszabadság, Telefontos, DX News, Médiatechnika.
- Száznál több saját szerkesztésű és kivitelezett reklám különböző cégeknek.

## Szabadalmak
Három hangtechnikai tárgyú szabadalom:
- „Adaptív hangosító rendszer";
- „Intelligens, megosztott vezérlésű információ szétosztó és közlő rendszer" ;
- „Prózai és zenés előadások kiszolgálására alkalmas térhatású, komplex színházi hangosító rendszer" címmel.

## Kiadott hangfelvételek
- 2 LP
- 31 CD
- 8 kompakt kazetta Magyarországon és külföldön
- 4 hangjáték
- 6 videó
- 1 filmhang
- több mint 100 rádió- és egyéb hangzó reklám.

## Egyéb hangfelvételek
Évente 50-100 egyéb hangfelvétel oktatási, demonstrációs, archiválási célra.

## Egyesületi tagságok
- Optikai, Akusztikai, Filmtechnikai és Színháztechnikai Tudományos Egyesület (OPAKFI) 1978.- az Akusztikai Szakosztály elnöke 1989 - 1994.
- Magyar Hangmérnökök Társasága - alapító tag - Vezetőségi tag 1990 - 2004.
- Amerikai Hangmérnök Szövetség (AES) Magyarországi Tagozata - alapító tag 1991 -
- Magyar Mérnökkamara 2015 -